# Bireme Diouf
Birame Diouf (sinh ngày 2 tháng 7 năm 1984 ở Tiébissou) là một cầu thủ bóng đá người Bờ Biển Ngà, hiện tại thi đấu cho câu lạc bộ tại Giải bóng đá Ngoại hạng Thái Lan Chainat Hornbill.

## Sự nghiệp
Anh chuyển đến Yadanabon từ câu lạc bộ tại Giải bóng đá ngoại hạng Thái Lan Muangthong United F.C. năm 2009.